# Komora celna

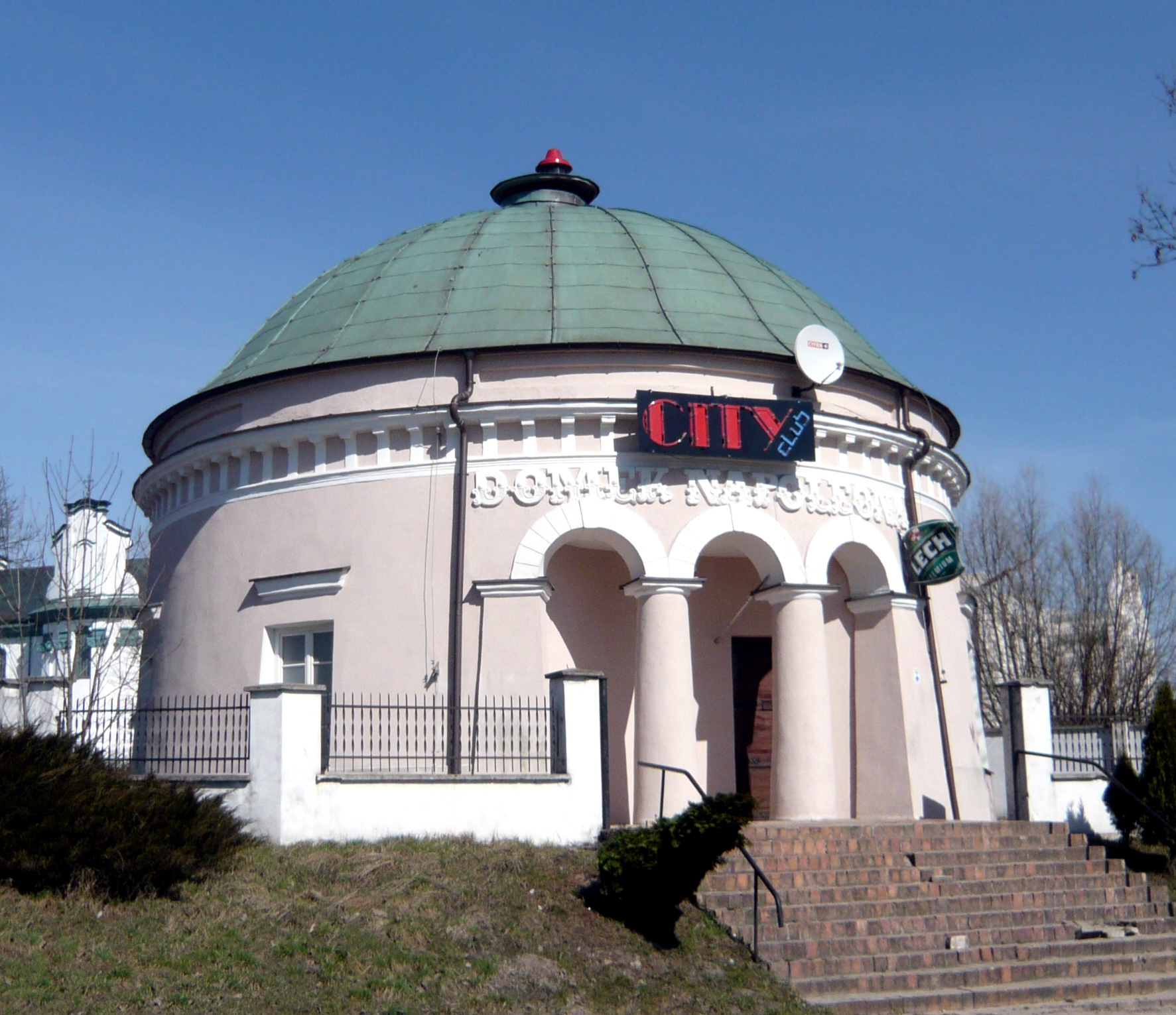
Budynek dawnej komory celnej

Komora celna – organ administracji państwowej dokonujący kontroli celnej w przedrozbiorowej Polsce i w Królestwie Polskim. Miejsce pobierania cła. Obecnie urząd celny.

## Historia
Pierwszy dokument mówiący o systemie celnym w Polsce był wydany 7 lipca 1136 r., to jest Bulla gnieźnieńska. Pierwsze polskie taryfy celne pochodzą z przełomu XII/XIII wieku. W XIV wieku królowie Władysław Łokietek oraz Kazimierz Wielki zreorganizowali polską administrację celną i wydali liczne przywileje celne, również zakładali komory celne. W roku 1367 pojawiło się w dokumentach słowo „сło”. W 1477 roku Sejm piotrkowski uchwalił dwie ustawy dotyczące pobierania cła. Szlachta była zwolniona od płacenia cła.
W średniowieczu komory celne znajdowały się w głównych ośrodkach władzy administracyjnej. Znajdowały się na granicach państw i poszczególnych dzielnic, na skrzyżowaniach ważniejszych szlaków handlowych, przy przeprawach rzecznych. Działały na granicach zachodnich (zwłaszcza ze Śląskiem) i w mniejszym stopniu na wschodzie (głównie na Bugu).
W okresie panowania króla Stanisława Augusta Poniatowskiego w roku 1764 Sejm ustanowił cło generalne, wprowadzając jednolitą opłatę celną dla wszystkich stanów. W roku 1765 w ramach reformy skarbowej ustanowiono 8 prowincji celnych (krakowską, podgórną, wieluńską, kujawską (obejmującą większość Wielkopolski), mazowiecką, ruską i ukraińską) i 113 komór celnych. Na czele prowincji celnej stał superintendent (podlegający bezpośrednio Komisji Skarbu Koronnego). W każdym zarządzie prowincji pracowało 40 urzędników, a w komorze po 118 pisarzy i 32 rewizorów. Ogółem w 1778 roku administracja celna Rzeczypospolitej liczyła 830 osób.
Ważne znaczenie miały komory cła wodnego na Wiśle, które zostały utworzone we Włocławku (w 1530 r.) i w Białej Górze nad Nogatem (w 1579 r.). Po rozbiorach powstały liczne komory celne przy granicach państw zaborczych. W drugiej połowie XIX w. nabrały największe znaczenie komory celne przy granicznych stacjach kolejowych i portach. W II RP najbardziej znaczącą stała się komora celna w Gdańsku, od 1933 r. – w Gdyni.
31 maja 1792 r. został wydany ostatni dokument w sprawach celnych, przed rozbiorami, „Uniwersał do oficjalistów komór i ceł”.
Według stanu na rok 1812 w Księstwie Warszawskim funkcjonowało 10 departamentów i 71 komór celnych. Po odzyskaniu niepodległości w roku 1918 administracja celna została reaktywowana. W dniu 4 kwietnia 1919 r. wydano pierwszą taryfę celną w II Rzeczypospolitej, w lutym 1920 r. powstał Departament Ceł Ministerstwa Skarbu.